# Neuenkamp (Solingen)
Neuenkamp ist eine aus einer Hofschaft hervorgegangene Ortslage in der bergischen Großstadt Solingen. Von dem Ort hat die Neuenkamper Straße ihren Namen, die als Teil der Bundesstraße 229 Höhscheid und Brücke miteinander verbindet. Die Hofgebäude sind in die Solinger Denkmalliste eingetragen.

## Lage und Beschreibung
Der ehemalige Hof Neuenkamp befindet sich im Stadtbezirk Burg/Höhscheid westlich des Peter-Höfer-Platzes, der einen zentralen Punkt im Stadtteil Höhscheid markiert. Er liegt etwas südlich abseits der Bundesstraße 229 und ist über eine kleine Zuwegung von dieser Straße erreichbar. Gegenüber führt die Straße Siepen in das nördlich gelegene Pilghauser Bachtal. Einzelne Bäche und Rinnsale wie der Siepener Bach entwässern den Höhenzug, auf dem die Bundesstraße verläuft, in Richtung des Pilghauser Baches. Der ehemalige Hof Neuenkamp steht heute mitsamt dem angrenzenden ehemaligen Ökonomiegebäude unter Denkmalschutz.
Benachbarte Orte sind bzw. waren (von Nord nach West): Siepen, Unten- und Mittelpilghausen, Kirschheide, Neuenhof, Weinsberg, Hingenberg, Obenhöhscheid, Bauermannskulle und Pilghauser Kotten.

## Etymologie
Der Ortsname Neuenkamp wird als „neues Feld“ gedeutet.

## Geschichte
In der Karte Topographia Ducatus Montani, Blatt Amt Solingen, von Erich Philipp Ploennies aus dem Jahr 1715 ist der Ort mit einer Hofstelle verzeichnet und als n. camp benannt. Er wurde in den Ortsregistern der Honschaft Höhscheid innerhalb des Amtes Solingen geführt. An dem Ort vorbei wurde zwischen 1752 und 1754 der Neue Rheinweg ausgebaut, der die Handelsstadt Solingen mit dem Rheinhafen in Hitdorf verband. Heute verläuft hier die Bundesstraße 229, die Neuenkamper Straße. 
Die Topographische Aufnahme der Rheinlande von 1824 verzeichnet den Ort als Neuenkamp, ebenso wie die Preußische Uraufnahme von 1844. In der Topographischen Karte des Regierungsbezirks Düsseldorf von 1871 ist der Ort ebenfalls als Neuenkamp verzeichnet.
Nach Gründung der Mairien und späteren Bürgermeistereien Anfang des 19. Jahrhunderts gehörte der Ort zur Bürgermeisterei Höhscheid, die 1856 zur Stadt erhoben wurde.
Mit der Städtevereinigung zu Groß-Solingen im Jahre 1929 wurde Neuenkamp ein Ortsteil Solingens. Am 8. Januar 1988 wurde das aus dem 18. Jahrhundert stammende Hofgebäude, das zweigeschossige Schieferhaus mit Krüppelwalmdach an der Neuenkamper Straße 35, als Baudenkmal in die Solinger Denkmalliste eingetragen. Am 13. Juli 1989 folgte das zum Hof gehörende Ökonomiegebäude Neuenkamper Straße 35a, ein großes zweigeschossiges Fachwerkhaus mit Satteldach.